# Molde Maestro
Molde Maestro es un supervillano ficticio que aparece en los cómics estadounidenses publicados por Marvel Comics. Dado que su propósito principal era actuar como una fábrica portátil creadora de Centinelas, y los robots Centinelas fueron utilizados principalmente para cazar mutantes, Molde Maestro ha aparecido casi exclusivamente en los X-Men y en los cómics relacionados con los mutantes.

## Historia de publicación
El Molde Maestro apareció por primera vez en X-Men #15-16 (diciembre 1965-enero 1966), y fue creado por Stan Lee y Jack Kirby.
El personaje aparece posteriormente en The Incredible Hulk Annual #7 (1978), X-Factor #13-14 (febrero-marzo de 1987), Power Pack #36 (abril de 1988), Marvel Comics Presents #18-24 (mayo-julio de 1989), The Uncanny X-Men #246-247 (julio-agosto de 1989), The Sensational She-Hulk #
30 (agosto de 1991), y Cyclops: Retribution #1 (enero de 1994).
El Molde Maestro tuvo una entrada en el Manual Oficial del Universo Marvel #5.

## Biografía del personaje ficticio
Molde Maestro fue creado por el Dr. Bolivar Trask durante la historia original de X-Men comics. En los años 1960, temiendo que una raza de mutantes sobrehumanos podrían dominar el mundo y esclavizar a los seres humanos normales, Trask crea al Molde Maestro, un super-ordenador, con forma de un robot Centinela gigante, que controlará y facilitará la construcción de los Centinelas (guerreros mecánicos que están programados para cazar y capturar a todos los mutantes sobrehumanos). Sin conocer nada, el Molde Maestro original también es programado por la viajera en el tiempo Tanya Trask (también conocida como Madame Santidad), parte de la Hermandad Askani, con la misión de encontrar y destruir a Los Doce: un grupo de mutantes que están vinculados con el ascenso de Apocalipsis, el cual la despiadada Santidad consideró un evento que debe ser detenido a toda costa. Por razones desconocidas, algunos de los mutantes que son catalogados como los Doce no son parte del grupo. El Molde Maestro captura a Trask y decide apoderarse de la humanidad para mantenerla a salvo.
El Molde Maestro original es finalmente destruido cuando Trask se sacrifica al causar una explosión para evitar que los Centinelas dominen a la humanidad, pero muchos otros son construidos más adelante por otras personas que quieren fabricar Centinelas. A fines de 1980, los restos de Molde Maestro son fundidos con el Centinela avanzado del futuro, Nimrod, gracias al Sitio Peligroso para formar al ser llamado Bastión, que actúa como un Molde Maestro casi-humano durante finales de 1990 y principios de 2000.
Otro Molde Maestro apareció en Incredible Hulk Annual #7. Decía ser Steven Lang, que fue dado por muerto después del Proyecto Armageddon. Dijo que él (como Steven Lang) no murió inmediatamente por el accidente de su helicóptero de combate en vuelo; él logró salir de los escombros y trepó hasta su mejor arma, Molde Maestro, que se fusionó con Lang cuando trató de activarlo. Casi fue destruido por Hulk, que estaba con Ángel y el Hombre de Hielo en la base espacial de meteoritos de Molde Maestro. Luego fue destruido por completo cuando el asteroide explotó justo después de que Hulk, Ángel, y el Hombre de Hielo lograran escapar.
Molde Maestro también reclamó el nombre y la identidad de Stephen Lang durante un arco argumental que va desde los números 17 al 24 de Marvel Comics Presents. En esta historia, más tarde reimpresa en la novela gráfica, Cyclops: Retribution, Molde Maestro crea un virus diseñado para borrar la raza mutante llamado Virus de Retribución. Durante esta historia, se revela que él culpa a Cíclope por completo de su muerte como Stephen Lang. Él hipnotiza a Moira MacTaggert y la utiliza para liberar el virus, infectando a Cíclope, Callisto, y Banshee, que queda completamente incapacitado. Sin embargo, MacTaggart se libera de su alcance. Mientras que ella intenta curar el virus, Cíclope y Callisto se unen con Conciencia, otra construcción artificial desarrollada con los engramas cerebrales de Stephen Lang, para detener a Molde Maestro y salvar no sólo a la raza mutante, sino también a la humanidad, que había sido amenazada por el virus. Cíclope, aunque debilitado por los efectos de la enfermedad, casi en solitario destruye el Molde Maestro antes de sucumbir finalmente a su enfermedad y caer inconsciente. Mientras Molde Maestro se prepara para matar a Cíclope y terminar desencadenando el virus, es atacado de repente por un Banshee curado, que utiliza su grito sónico para "terminar el trabajo que comenzó Cíclope" y destruye a Molde Maestro. El virus es curado a continuación antes de que tenga la oportunidad de propagarse.
Otro Molde Maestro es construido en secreto en la selva de Ecuador. Este Molde Maestro particular construye una nueva generación de Centinelas, conocidos como Centinelas Salvajes, que son capaces de asimilar materiales inorgánicos para asumir diferentes formas, la mayoría de ellas insectoides, así como una raza de Nano-Centinelas. Este Molde Maestro es controlado por Cassandra Nova, que utiliza a los Centinelas Salvajes para destruir a un Genosha y en su subsiguiente plan para destruir a la Patrulla X. Después de su derrota a manos de la Patrulla X de Rogue, Los Hijos de la Cámara escaparon y se reagruparon en el Molde Maestro ecuatoriano.
En Second Coming Fuerza X viaja a los Días del futuro pasado donde hay dos Moldes Maestros, uno de ellos que produce Nimrods y otro protegiendo al primer Molde Maestro.
Después de que el último Tri-Centinela fuera destruido por un duplicado del Acelerador del Genoma Isotópico de Spider-Man, un entristecido Mendel Stromm fue abordado por un misterioso benefactor que comenzó a darle un Molde Maestro que se especializa en crear Tri-Centinela. Después de que los dos Spider-Men se reunieran en un solo cuerpo, Spider-Man pudo tomar el control remoto de los Tri-Centinelas y enviarlos de regreso a la base de Moldes Maestro para destruirlo.
En House of X, el Proyecto Orchis, un grupo de científicos de la Tierra centrados en la supervivencia humana frente a una población mutante ascendente crea el Molde Madre, una variante del Molde Maestro diseñada para crear otros Moldes Maestros. Más tarde se revela que el Molde Madre será la generación Centinela que conducirá directamente a la creación de Nimrod.

## Habilidades
El Dr. Bolivar Trask equipó a Molde Maestro con armas poderosas y la habilidad de hablar; Molde Maestro era también móvil para que pueda defenderse de los atacantes mutantes o para que pueda ser trasladado fácilmente si Trask tenía que encontrar una nueva sede.

## Otras versiones
En Ultimate Fantastic Four/X-Men se revela que en un futuro posible un cercenado Wolverine es utilizado como un molde original para crear un ejército de Centinelas que comparten sus rasgos de personalidad. Hacia el final del número del día presente Rogue y Wolverine descubren el cuerpo mutilado y él les pide que lo maten con el fin de que cese la producción. Otra versión apareció en Ultimate Comics: X-Men, basada en William Stryker que desató su poder mutante infundió algunos de sus patrones cerebrales en los nuevos Centinelas Modelo Nimrod construyó un Centinela gigante llamado Molde Maestro (que alberga la mente de Stryker).
En la realidad alternativa de Weapon X: Days of Future Now, uno de los Boxbots de Madison Jeffries apodado Bot se convierte en el nuevo Maestro Molde y atrapa a Jeffries dentro de su cuerpo con el fin de utilizar sus poderes para construir Centinelas nuevos sin agotar a Jeffries.
En X-Factor Forever Master Mold, Molde Maestro está unido a Cameron Hodge por Apocalipsis para formar la Fusión Maestra.
En What If? la serie Age of Ultron ambientada en un futuro alternativo, Wolverine, Hulk, Peter Parker y un Ghost Rider viajan a la Tierra Salvaje para enfrentarse a un Ezekiel Stane mayor usando un Molde Maestro sobreviviente para reproducir las armaduras de Stark Iron Man. Stane usa a una niña sin nombre, descrita como huérfana, la única descendiente de Trask que queda, y a la que se hace referencia solo como 'Sra. Trask', para operar el Molde Maestro que aparentemente se había quedado atrás en la Tierra Salvaje. Buscando desatar una ola de armaduras sobre el mundo, Stane se detiene y este Molde Maestro finalmente se destruye.

## Otros medios

### Televisión

#### X-Men: la serie animada
Molde Maestro también desempeña un papel importante durante la primera temporada de la serie animada X-Men de mitad de 1990 con la voz de David Fox. En un episodio, los X-Men Gambito, Tormenta, y Júbilo son secuestrados por los Centinelas, enviados por Trask y Henry Peter Gyrich, durante sus vacaciones en la isla ficticia de Genosha. Allí, los tres X-Men, junto con varios otros mutantes, son esclavizados por Trask y Gyrich que están aprovechando los poderes de los mutantes para crear una represa masiva en Genosha cuya energía hidráulica será utilizada para que funcione el recién creado Molde Maestro de Trask. Los X-Men finalmente escapan de Genosha y destruyen la mayoría de los Centinelas por Tormenta que inunda la represa.
Más tarde en la temporada, se enteran de que Trask ha perdido el control de Molde Maestro, quien ahora está estacionado en Washington D. C. Molde Maestro secuestra al Senador Kelly, y a docenas de otros importantes líderes mundiales, y exige que Trask reemplace sus cerebros con ordenadores que puedan ser controlados por Molde Maestro. Molde Maestro racionaliza que su propósito creado para proteger a los humanos de los mutantes es ilógico, ya que los mutantes mismos son humanos, por lo que le dice a Trask que él y sus Centinelas son las únicas cosas que podrían proteger a la humanidad de sí misma. La Patrulla X ayuda a rescatar a Trask y a Kelly de Molde Maestro, y al final del último episodio de la temporada, el Profesor X, con ayuda de Magneto, vuela el jet de la Patrulla X lleno de explosivos hacia el torso de Molde Maestro. Molde Maestro y todos los Centinelas se cree que son destruido en este punto, pero resurgen en la cuarta temporada.
Se revela que varios Centinelas, y la cabeza y la inteligencia de Molde Maestro, habían sobrevivido al ataque de Xavier. Molde Maestro estaba haciendo marchar Centinelas para robar los plásticos ultrasecretos indestructibles y ligeros con el fin de crear un nuevo órgano para sí mismo. También hizo que los Centinelas secuestraran a sus creadores, Trask y Gyrich, que él sentía que lo habían traicionado, así como Xavier, cuyo cerebro él planea injertar en su nuevo cuerpo para adquirir sus poderes. La Patrulla X finalmente los liberó y Morph destruyó la cabeza de Molde Maestro de una vez por todas. Sin embargo, en la línea temporal de Bishop, Molde Maestro ha sido reconstruido y gobierna los Estados Unidos, utilizando los Centinelas para cazar mutantes que son puestos en campos de concentración.

#### Wolverine y los X-Men
En Wolverine y los X-Men, la primera referencia a Molde Maestro es durante el episodio "Ladrones Gambito", donde el nombre aparece en una pantalla en el laboratorio de MRD. La primera aparición real sin embargo, es en el episodio "Futuro X". A juzgar por la voz y la forma, esta versión parece ser mujer. También en lugar de ser una versión gigantesca de un Centinela sentado en una silla como en los cómics y adaptaciones anteriores, ella es una supercomputadora.
En un futuro dominado por MRD, Molde Maestro ha adquirido el control total sobre el mundo. Ella hace que sus Centinelas detengan a los mutantes y los lleven a replicar sus poderes para que los Centinelas puedan evolucionar. Los humanos, tales como el Coronel Moss fueron convertidos en cyborgs y colocados como los guardianes de los centros de detención. Cuando el Profesor X fue avistado, Molde ordenó que fuera capturado vivo, a fin de que ella pueda usar su versión replicada de Cerebro sobre él para localizar a todos los mutantes de la Tierra.
En el presente durante el episodio "Contragolpe", ella fue creada por Bolivar Trask para crear y controlar a los Centinelas, principalmente como terminal de procesamiento. En el final de temporada, Molde Maestro tomó una forma física parecida a Peligro. Wolverine destruyó el cuerpo de Molde Maestro, pero consiguió transferir su programación a un Centinela dañado, lo que inicialmente reparó su programación. Sin embargo, el paradero de ese Centinela permaneció desconocido.

### Videojuegos
- Molde Maestro aparece como el jefe final de la etapa de Cíclope en el juego de 1992 Spider-Man and the X-Men in Arcade's Revenge, pero su nombre fue mal escrito como Rayo Maestro en la parte posterior de la caja de los cartuchos y los anuncios.
- Aparece en el fondo de la arena de combate de la planta de porcesamiento de Centinelas del videojuego X-Men: Children of the Atom. Él despega si el Centinela gana y es destruido si el Centinela pierde.
- En X-Men 2: Clone Wars, derrotar a Molde Maestro hace que la fábrica de Centinelas se autodestruya. Los jugadores deben escapar de la explosión.
- En el juego de 2004 X-Men Legends, Molde Maestro, en realidad un Centinela gigante pilotado por el extremista anti-mutante el General William Kincaid, es el jefe final del juego.
- En X-Men: El videojuego oficial, Molde Maestro sirve como el principal antagonista. En esta continuidad, Molde Maestro fue un proyecto desarrollado por William Stryker en el interior del Lago Alkali. En un viaje de regreso, el Molde Maestro es reactivado por Jason Stryker, que sobrevivió a los eventos de X-Men 2, y se dispuso a terminar el trabajo de su padre.